# Chào mào đen trắng
Chào mào đen trắng, tên khoa học Microtarsus melanoleucus, là một loài chim trong họ Pycnonotidae. Chúng thường được tìm thấy ở bán đảo Malay, Sumatra, và Borneo.